# Gorelekoppa, Yelbarga
Gorelekoppa là một làng thuộc tehsil Yelbarga, huyện Koppal, bang Karnataka, Ấn Độ.